# آرتور بیدزورث
آرتور بیدزورث (انگلیسی: Arthur Beadsworth؛ سپتامبر ۱۸۷۶ – ۹ اکتبر ۱۹۱۷ (aged 41)) بازیکن فوتبال اهل پادشاهی متحد بریتانیای کبیر و ایرلند بود.
از باشگاه‌هایی که در آن بازی کرده‌است می‌توان به باشگاه فوتبال منچستر یونایتد اشاره کرد.